# Santo Domingo

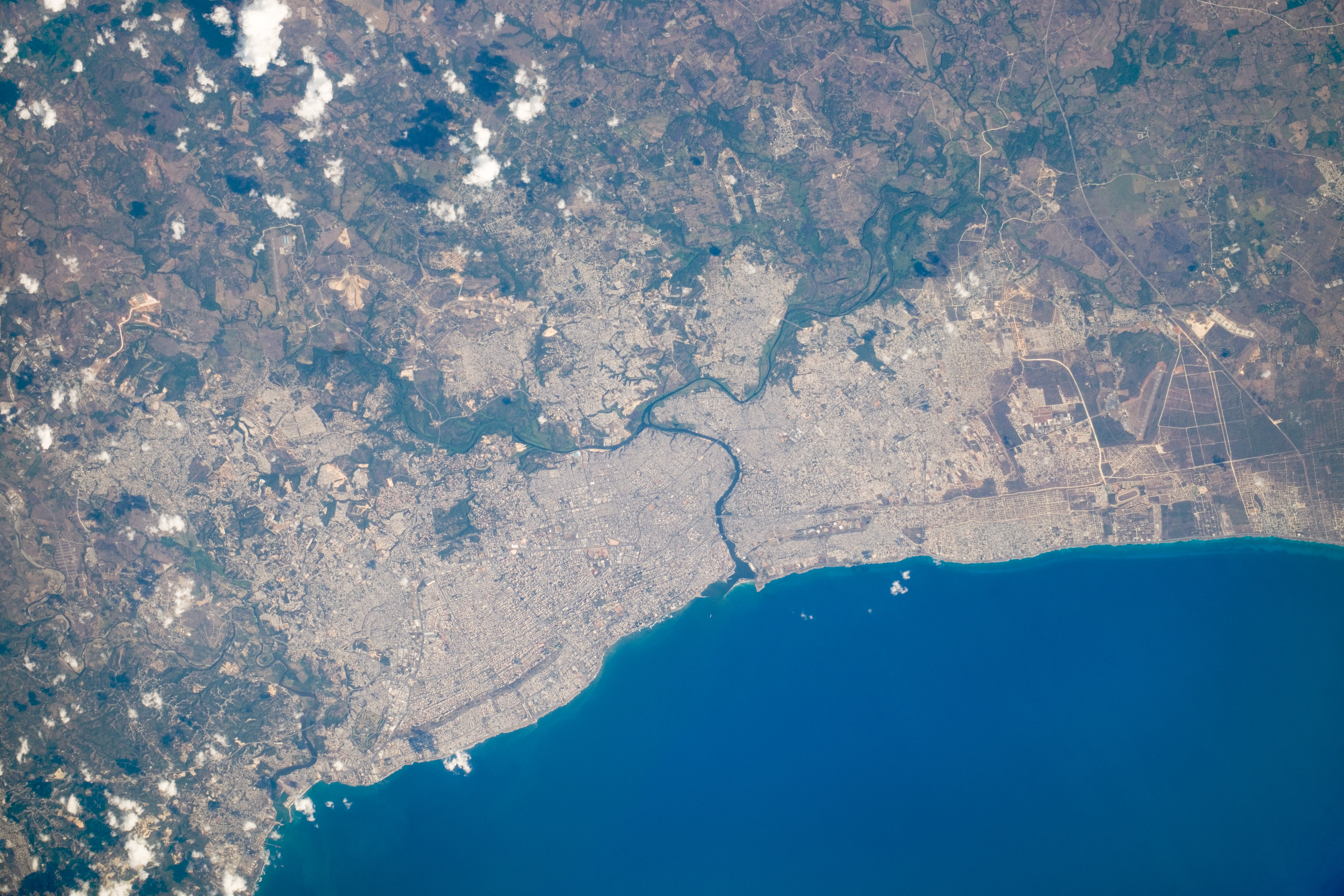
Zdjęcie satelitarne miasta (2010)

Santo Domingo, Santo Domingo de Guzmán (w latach 1936–1961 Ciudad Trujillo na cześć prezydenta Rafaela Trujillo) – stolica i największe miasto Dominikany oraz największa aglomeracja na Karaibach.
Miasto to jest pierwszym miastem w Nowym Świecie powstałym od chwili odkrycia Ameryki. Zostało założone przez brata Krzysztofa Kolumba, Bartolomeo, 4 sierpnia 1496. Szybko stało się ważną hiszpańską bazą podboju Ameryk i centrum administracyjnym, ponieważ do eksploracji nowych terenów, potrzebne było lepsze zaplecze niż prowizoryczne obozowisko.
W 1990 roku Ciudad Colonial (kolonialna część Santo Domingo) zostało wpisane na listę światowego dziedzictwa UNESCO. 
Przez miasto przepływa rzeka Ozama.

## Architektura kolonialna
Wiele z najbardziej znanych zabytków Santo Domingo znajduje się w Ciudad Colonial, wpisanej na Listę Światowego Dziedzictwa UNESCO w 1990 roku. Posiada ona imponującą kolekcję budynków z początku XVI wieku, w tym pałacowe domy i majestatyczne kościoły, które odzwierciedlają styl architektoniczny późnego średniowiecza. Kościół i klasztor los Dominicos jest najstarszym katolickim budynkiem w ciągłym użyciu w obu Amerykach i był siedzibą pierwszego uniwersytetu w obu Amerykach.

Do najważniejszych historycznych budynków miasta należą: katedra Najświętszej Maryi Panny od Wcielenia, pierwsza katedra w obu Amerykach; Alcázar de Colón, pierwszy zamek w obu Amerykach, niegdyś rezydencja wicekróla Indii Diego Colóna, syna Krzysztofa Kolumba; Monasterio de San Francisco, ruiny pierwszego klasztoru w obu Amerykach; Museo de las Casas Reales, w monumentalnym kompleksie, który obejmuje dawny Pałac Gubernatorów i budynek dawnej Audiencji Królewskiej Santo Domingo; Fort Ozama, jest jedną z ocalałych części murów Santo Domingo, która jest najstarszą konstrukcją wojskową pochodzenia europejskiego w obu Amerykach.

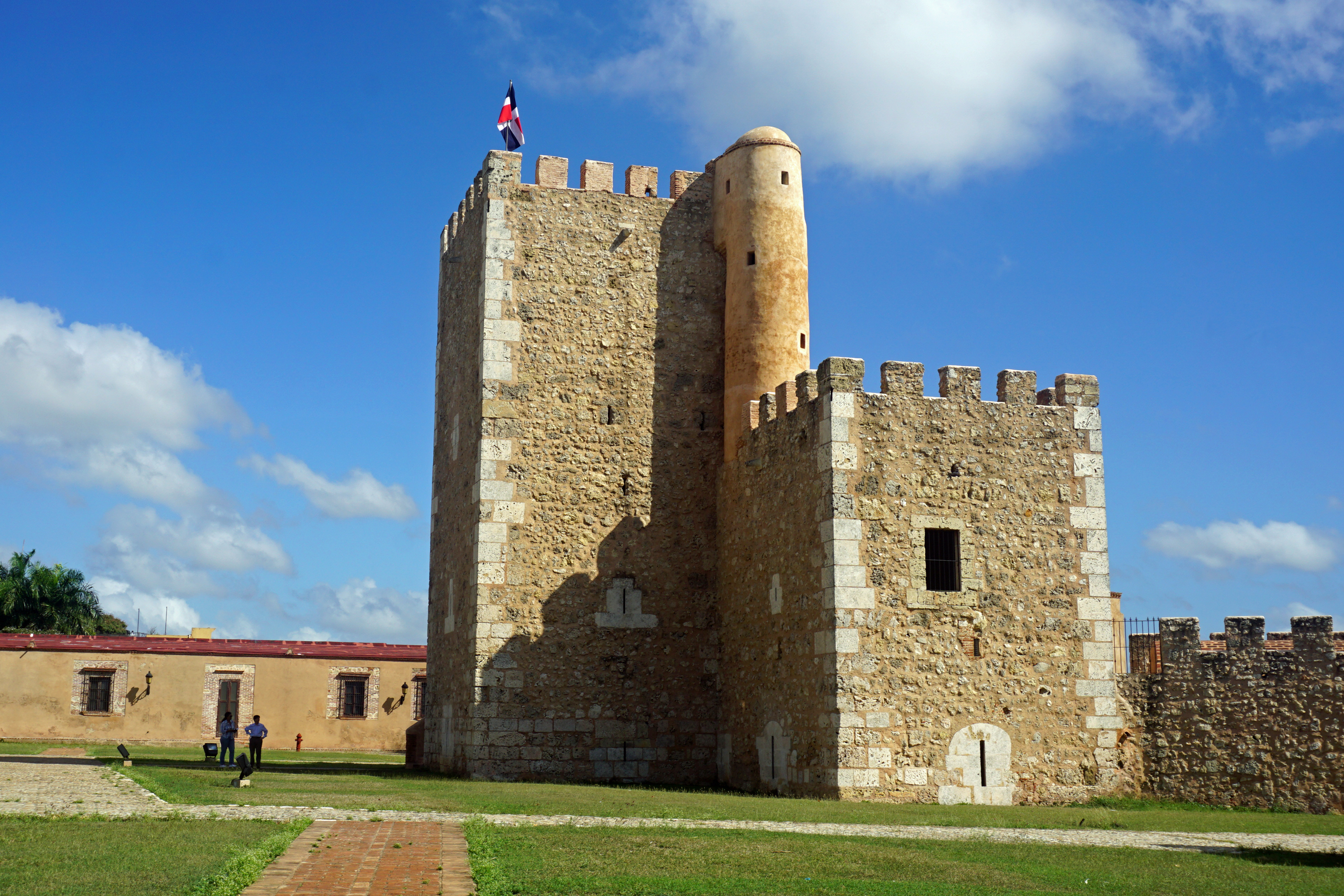
Fort Ozama
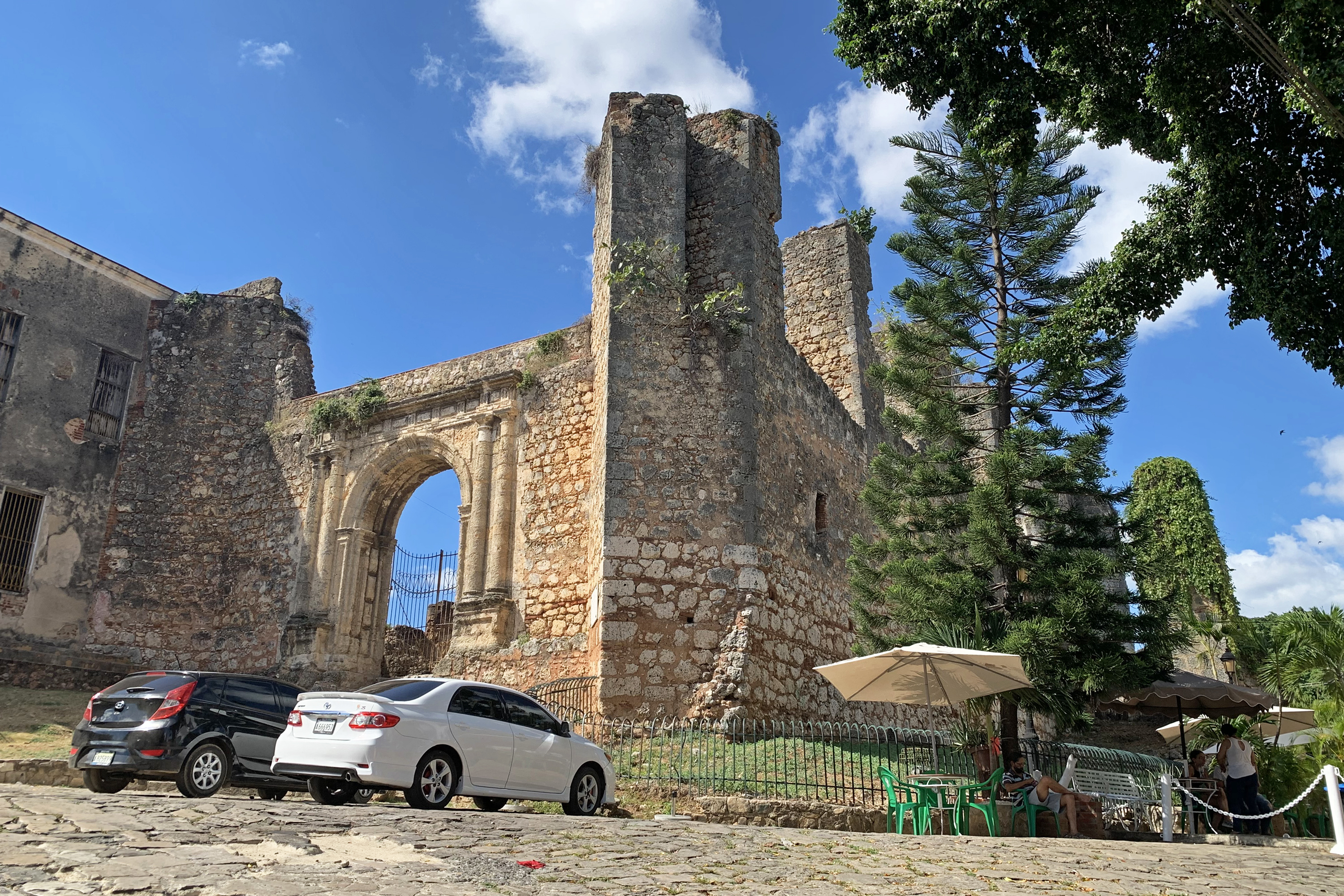
Ruiny Monasterio de San Francisco(inne języki)
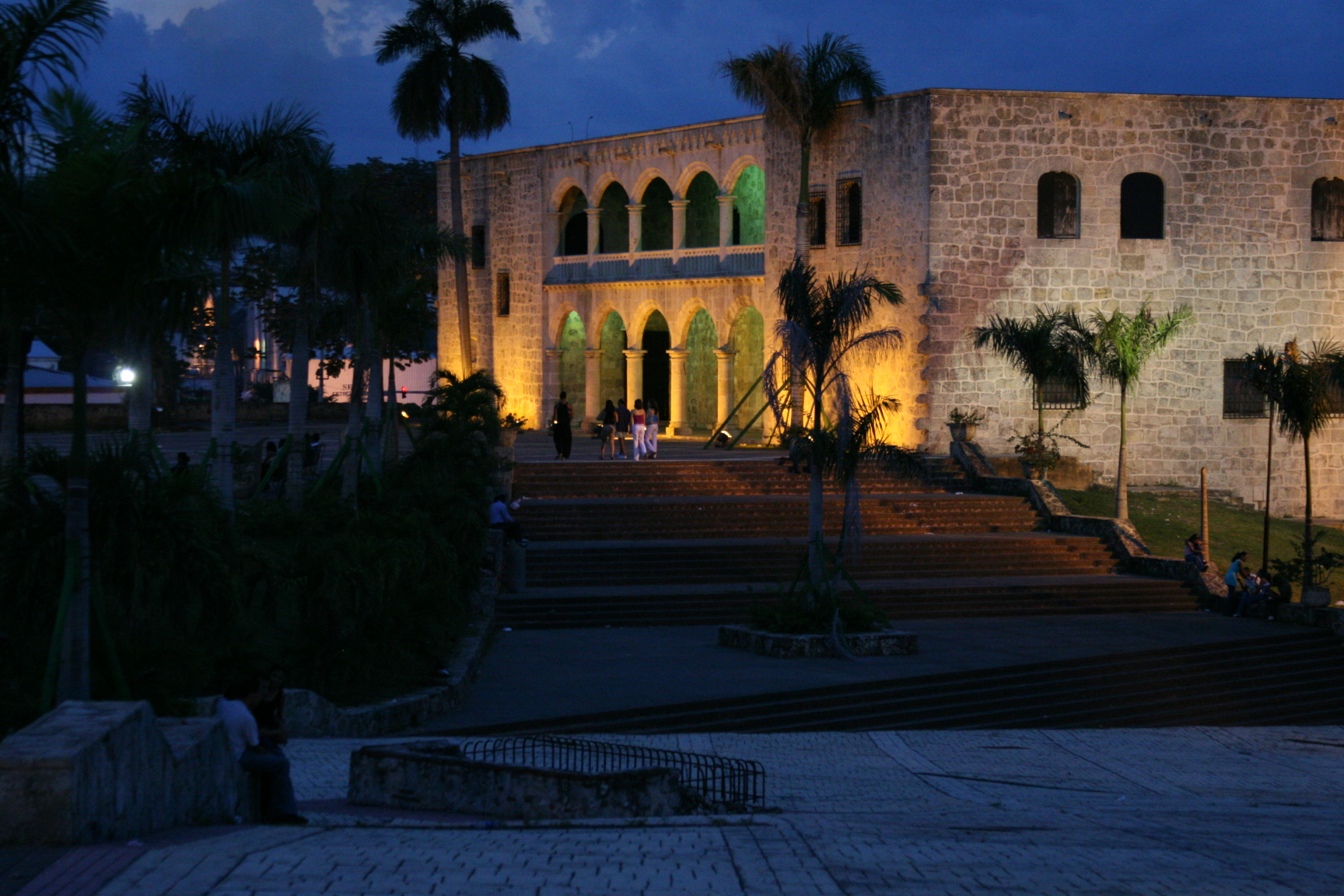
Alcázar de Colón(inne języki) widziany od Ozamy
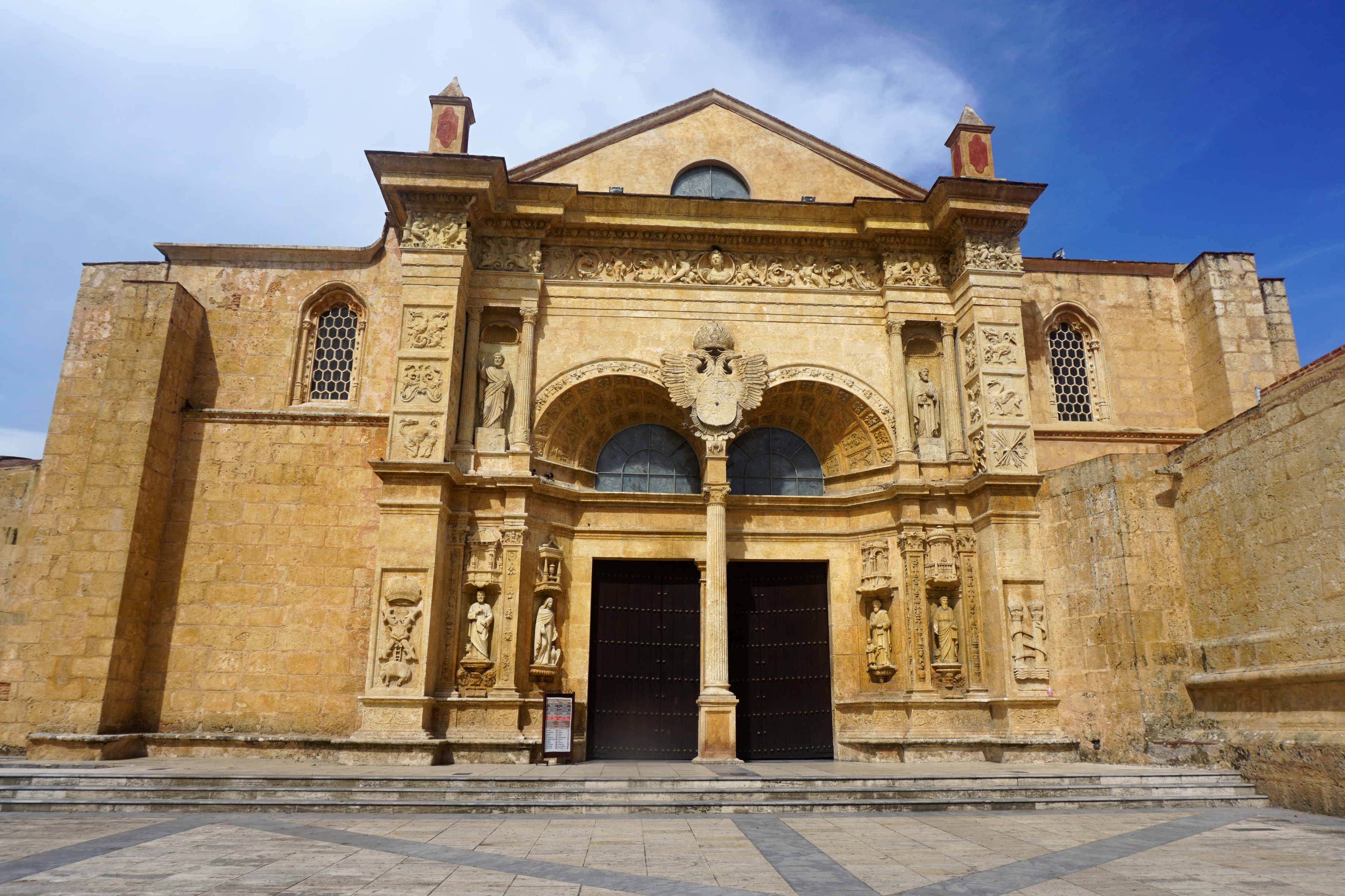
katedra Najświętszej Maryi Panny od Wcielenia

## Nauka

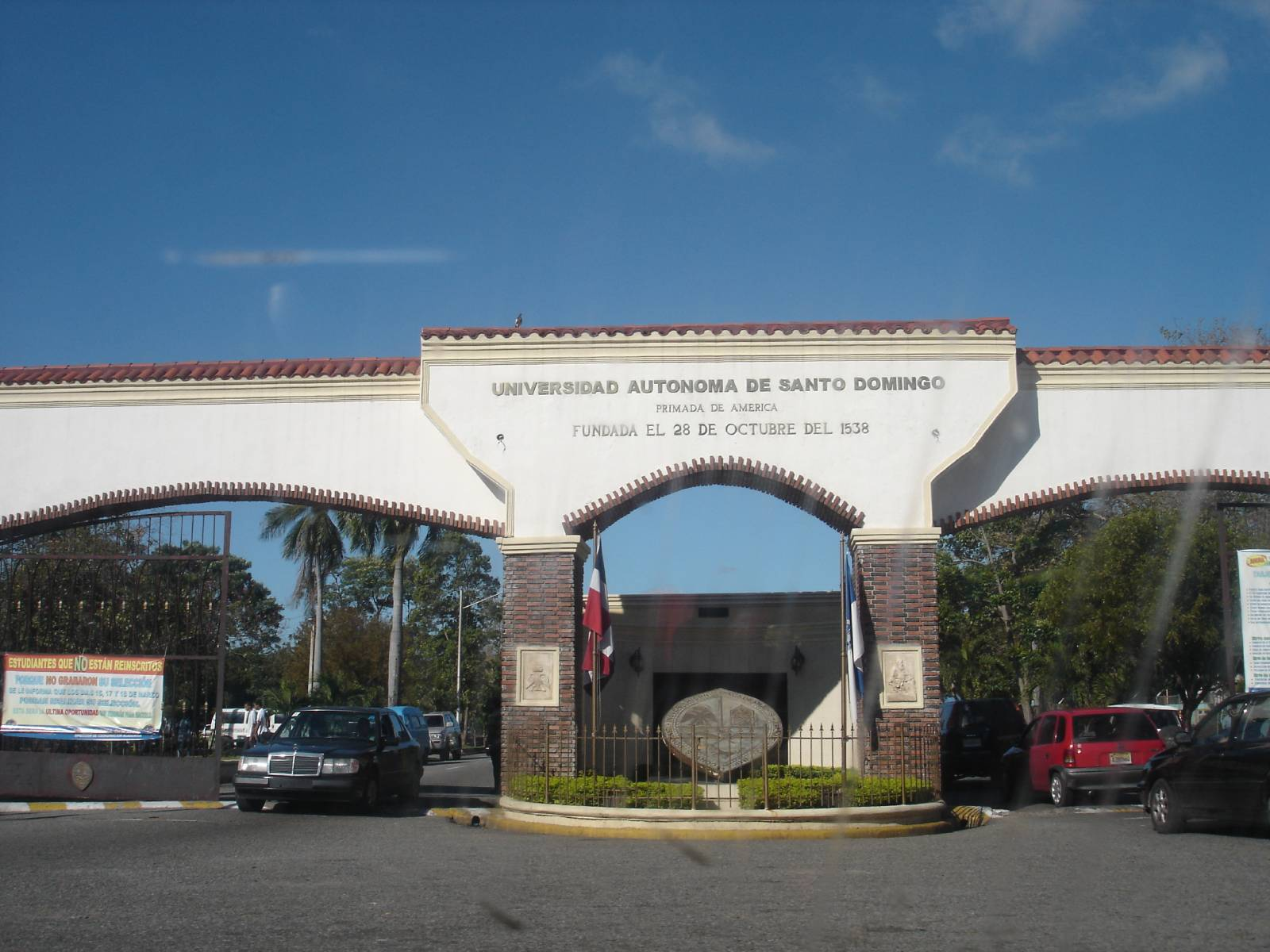
Brama wjazdowa na teren Universidad Autónoma de Santo Domingo

W Santo Domingo znajduje się osiemnaście uniwersytetów, najwięcej ze wszystkich miast w kraju. Założony w 1538 roku Universidad Autónoma de Santo Domingo jest najstarszym uniwersytetem w obu Amerykach, a także jedynym publicznym uniwersytetem w mieście.
W mieście ma siedzibę Biblioteka Narodowa Pedro Henríqueza Ureñy – biblioteka narodowa Dominikany.

## Transport

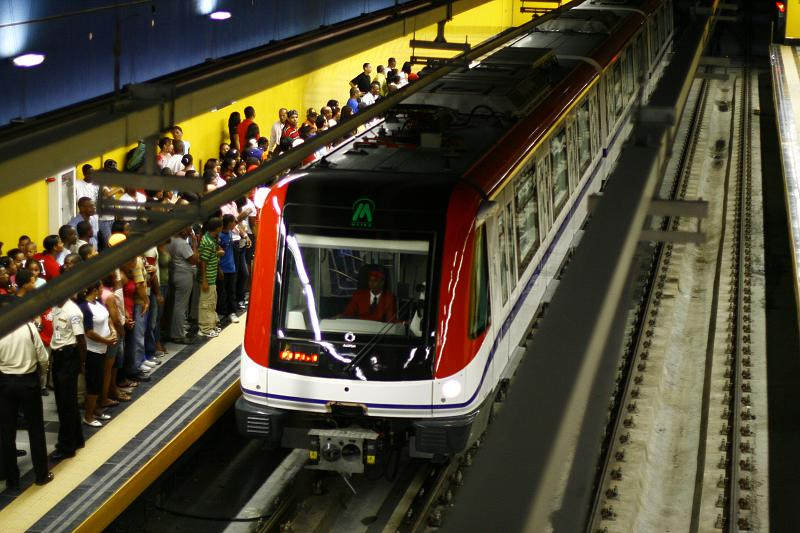
Stacja Juan Pablo Duarte

W mieście od 2008 roku funkcjonuje system metra, składa się on z dwóch linii, na których znajdują się 34 przystanki. Jest to pierwszy system metra na Karaibach. Obecnie w Santo Domingo funkcjonują dwie linie: czerwona i fioletowa. Projekt linii 3 jest obecnie w fazie planowania i projektowania.
Santo Domingo jest obsługiwane przez Port Lotniczy Las Américas.

## Osoby związane z Santo Domingo
- Michel Camilo
- José Guillermo Cortines
- Leonel Fernández
- Andrés García
- Juan Luís Guerra
- Jorge Lendeborg Jr.
- David Ortiz
- Albert Pujols
- Dania Ramirez
- Manny Ramírez

## Miasta partnerskie
- Tajpej, Tajwan
- Nowy Jork, Stany Zjednoczone
- Buenos Aires, Argentyna
- Miami, Stany Zjednoczone
- Hrabstwo Miami-Dade, Stany Zjednoczone
- Hawana, Kuba
- Madryt, Hiszpania
- La Guardia, Hiszpania
- La Muela, Hiszpania
- Kurytyba, Brazylia
- Providence, Stany Zjednoczone
- Caracas, Wenezuela
- Sarasota, Stany Zjednoczone
- Izmir, Turcja
- Paryż, Francja
- Toronto, Kanada
- Hajfa, Izrael
- Guadalajara, Meksyk
- Buenos Aires, Argentyna
- Moskwa, Rosja
- Boston, Stany Zjednoczone
- Berno, Szwajcaria
- Londyn, Wielka Brytania
- Bogotá, Kolumbia
- Teneryfa, Hiszpania
- Gran Canaria, Hiszpania
- Quito, Ekwador